# Stadio di Nea Smyrnī
Lo stadio di Nea Smyrnī (gr. Στάδιο Νέας Σμύρνης) è un impianto polivalente situato nella città di Nea Smyrnī. Lo stadio viene usato principalmente per le gare casalinghe del Panionios. L'impianto è stato completato nel 1939 ed è stato ristrutturato dapprima nel 2001, poi nel 2003. Oltre agli eventi sportivi, l'impianto può ospitare ed ha già ospitato eventi musicali quali i concerti.